# Cueto Cucón
El Cueto Cucón es una montaña de 1948 metros de altitud ubicada en el extremo oriental de la sierra de Peña Sagra, en Cantabria (España). Establece la divisoria natural entre dos municipios: Rionansa, al norte, y Polaciones al sur.
Se puede ascender a este desde Callicedo, en el valle de Polaciones, y también desde Tudanca.